# Ari-Pekka Selin
Pour les articles homonymes, voir Selin.
Ari-Pekka Selin (né le 17 mai 1963 à Pori en Finlande) est un joueur professionnel finlandais de hockey sur glace devenu entraîneur. Il évolue au poste de défenseur.

## Biographie

### Carrière de joueur
En 1984, il débute dans la I divisioona avec le Heinolan Peliitat. Il évolue dans la Division 1 avec le Kiruna AIF en 1986-1987 puis rejoint le SaPKo dans la Suomi-Sarja, le troisième niveau finlandais. En 1992, il devient entraîneur-joueur de l'équipe. Il met un terme à sa carrière de joueur en 1993 pour se consacrer au rôle d'entraîneur.

## Statistiques

### En club
| Saison    | Équipe            | Ligue        |    | Saison régulière | Saison régulière | Saison régulière | Saison régulière | Saison régulière |   | Séries éliminatoires | Séries éliminatoires | Séries éliminatoires | Séries éliminatoires | Séries éliminatoires |
| Saison    | Équipe            | Ligue        | PJ | B                | A                | Pts              | Pun              | PJ               | B | A                    | Pts                  | Pun                  |                      |                      |
| 1984-1985 | Heinolan Peliitat | I divisioona | 44 | 3                | 9                | 12               | 124              | -                | - | -                    | -                    | -                    |                      |                      |
| 1997-1998 | Heinolan Peliitat | I divisioona | 43 | 7                | 10               | 17               | 94               | -                | - | -                    | -                    | -                    |                      |                      |
| 1986-1987 | Kiruna AIF        | Division 1   | 14 | 0                | 6                | 6                | 38               | -                | - | -                    | -                    | -                    |                      |                      |
| 1987-1988 | SaPKo             | Suomi-Sarja  | 44 | 6                | 14               | 20               | 61               | -                | - | -                    | -                    | -                    |                      |                      |
| 1988-1989 | SaPKo             | Suomi-Sarja  | 44 | 9                | 10               | 19               | 69               | -                | - | -                    | -                    | -                    |                      |                      |
| 1992-1993 | SaPKo             | Suomi-Sarja  | 13 | 2                | 5                | 7                | 22               | -                | - | -                    | -                    | -                    |                      |                      |